# Note tironiane

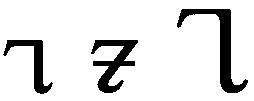
et tironiana, U+204A "⁊".

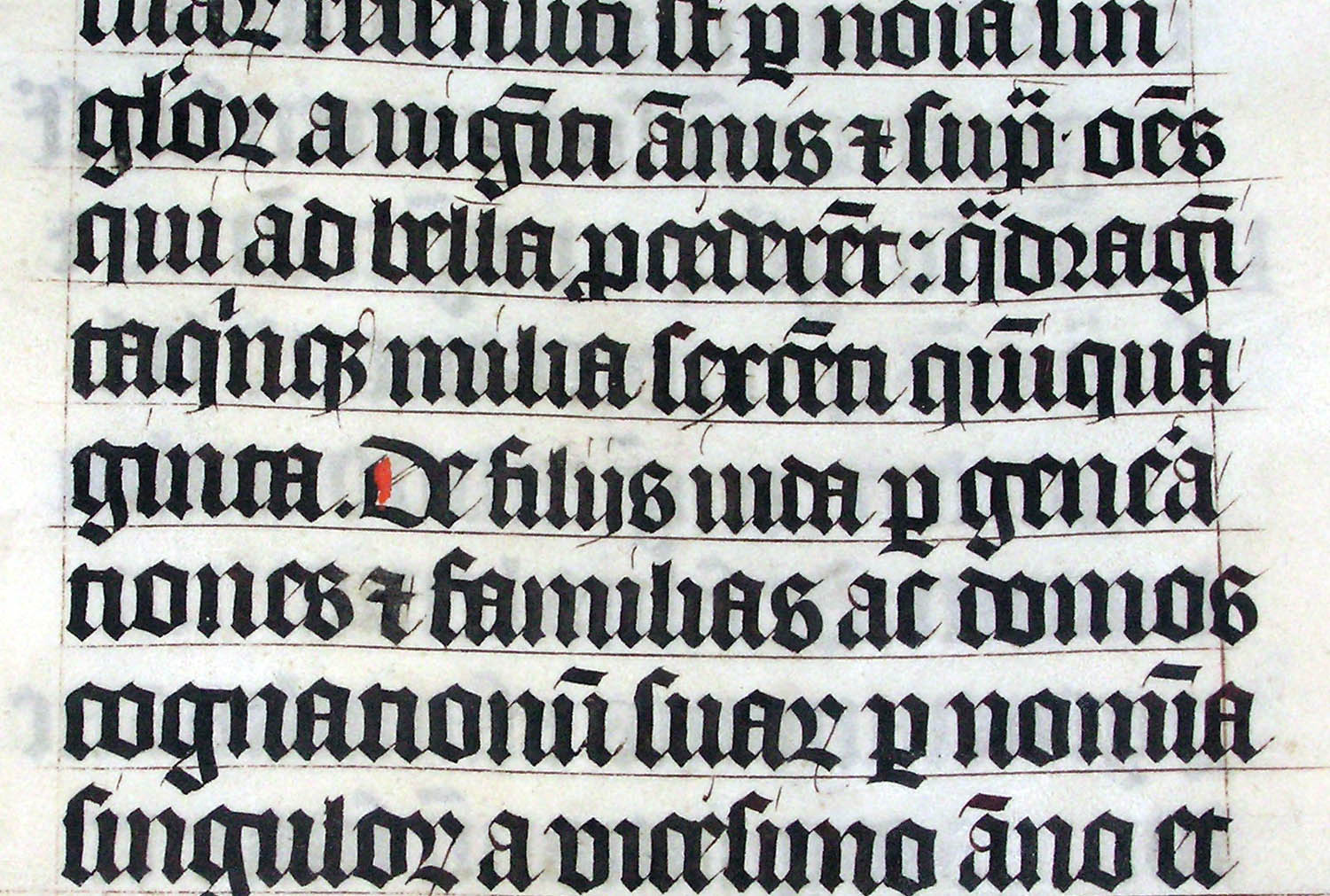
Due et tironiane nel contesto (terza linea dal basso e seconda linea dall'alto), da una Bibbia scritta da un amanuense belga.

Le note tironiane (in latino: notae tironianae) sono segni tachigrafici che abbreviano parole d'uso frequente.
Debbono il nome a Marco Tullio Tirone, liberto e scriba di Cicerone che per trascrivere i discorsi di quest'ultimo aveva inventato un sistema di simboli. Il loro primo utilizzo fu riportato da Plutarco che lo colloca intorno al 63 a.C., quando Tirone trascrisse un discorso di Catone il Giovane contro Catilina. Il sistema tironiano consisteva in circa 4.000 simboli che sostituivano le radici verbali o le loro lettere finali; in epoca classica talvolta arrivava a 5.000 simboli. Nel periodo medievale le note tironiane venivano usate nei monasteri e il sistema arrivò a contare circa 13.000 simboli. L'uso delle note declinò dopo il 1100 ma in alcuni casi fu usato fino al XVII secolo.
Rimasero in uso all'incirca fino al XV secolo due particolari note tironiane, una simile a un '7' (”⁊“) che vale et in latino ed e nei testi in lingua volgare, ed una simile ad un '9' che vale cum e con.
Due dei simboli tironiani vengono talvolta usati oggigiorno: la "et" tironiana in Irlanda – anche usata nei testi in scrittura gotica dopo il 1821 – e la 'z' di "viz" (abbreviazione per videlicet), che indica un segno tironiano talvolta modellato come la 'z'.
Come anche suggerito da Robert Harris nel libro "Imperium" del 2006 pare che Tirone sia stato anche l'inventore dell'oramai capillarmente usato simbolo "&", chiamato di norma "E commerciale". 
La “et” tironiana può assomigliare molto alla “r rotunda”, a seconda del carattere utilizzato.

## Voci correlate

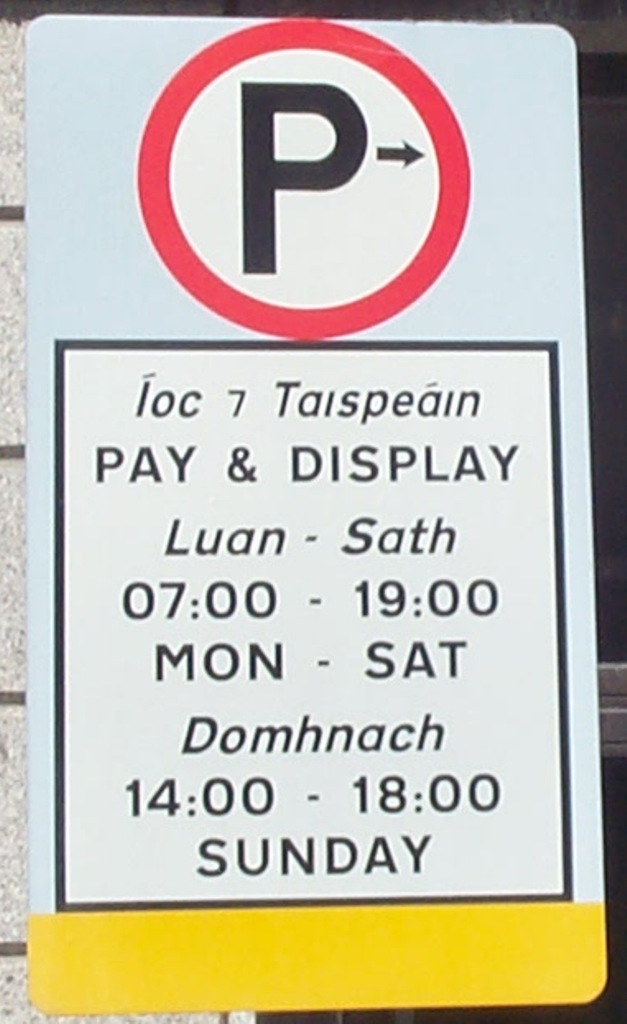
Un segnale di parcheggio a pagamento a Dublino con la et tironiana per la parola gaelica agus (“e”).